# Nutzlast
Die Nutzlast (englisch payload) gehört zu den technischen Daten und ist in der Logistik und im Transportwesen die Masse, die ein Transportmittel aufnehmen kann, bis die maximal zulässige Gesamtmasse erreicht ist. Als Transportmittel kommen Fahrzeuge wie Kraftfahrzeug, Schienenfahrzeug, Flugzeug, Rakete, Schiff, Seilbahn oder Aufzug in Frage. Die Nutzlast entspricht dem maximal zulässigen Gewicht der Ladung eines Transportmittels oder dem aktuellen Ladungsgewicht eines Transportmittels.

## Ermittlung
Die Nutzlast als Gewicht des Transportguts {\displaystyle G_{T}} ergibt sich aus der zulässigen Gesamtmasse {\displaystyle ZG} abzüglich des Eigengewichts (Leermasse) {\displaystyle G_{E}}:
{\displaystyle G_{T}=ZG-G_{E}}.
Dabei ist die  zulässige Gesamtmasse das Bruttogewicht, das Gewicht des Transportgut das Nettogewicht und das Eigengewicht die Tara.
Zu beachten ist dabei, dass die Formel nur gilt, wenn in der Leermasse alle für den Betrieb des Transportmittels erforderlichen Massen für Besatzung, Betriebsstoffe und Ausrüstung enthalten sind. Abhängig von der genauen Leermasse-Definition (z. B. „trocken“, „fahrfertig“, „mit allen Extras“) und dem Fahrzeugtyp ist dies jedoch nicht immer der Fall. In diesen Fällen lässt sich die Nutzmasse mittels obiger Formel nicht berechnen.
Das Verhältnis von der Nutzlast {\displaystyle G_{T}} zum zulässigen Gesamtgewicht {\displaystyle ZG} ist die Gewichtseffizienz {\displaystyle G_{E}}:
{\displaystyle G_{E}={\frac {G_{T}}{ZG}}}.

## Transportmittel
Die wichtigsten Transportmittel verfügen über folgende logistische Daten:
| Transportmittel     | Ladekapazität in Tonnen | Geschwindigkeit in km/h |
| ------------------- | ----------------------- | ----------------------- |
| Binnenfrachtschiffe | 3.000                   | 20                      |
| Containerschiffe    | 140.000                 | 45                      |
| Frachtflugzeuge     | 125                     | 850 bis 1000            |
| Güterzüge           | 3.000                   | 80 bis 120              |
| Lastkraftwagen      | 27                      | 80                      |
| Personenkraftwagen  | 0,9                     | 140 bis 220             |

Die höchste Ladekapazität weisen Containerschiffe (Seeschifffahrt) auf, Frachtflugzeuge sind am schnellsten. Die geringste Nutzlast können Pkw transportieren, bei ihnen steht der Personentransport im Vordergrund.

### Güterzüge
Insbesondere beim Transport von Massengut ist die Eisenbahn bei Güterzügen mit einer Nutzlast von bis zu 3000 Tonnen und Fahrgeschwindigkeiten zwischen 80 km/h und 120 km/h pro Zug deutlich im Vorteil gegenüber anderen Transportmitteln vor allem im Güterfernverkehr.

### Kraftfahrzeuge
Bei Kraftfahrzeugen oder Anhängern ist Nutzlast die gewichtsmäßige Beladung mit Frachtgut, berechnet im Regelfall als Bruttogewicht. Nutzlast ist die Höchstlast, die ein betriebsbereites Fahrzeug aufnehmen kann, ohne dass die zulässige Gesamtmasse überschritten wird. Lastkraftwagen weisen eine Ladekapazität von 26 Tonnen bei einer Geschwindigkeit bis 80 km/h auf. Verkehrsrechtlich wird auf die Achslast verwiesen, die von den Rädern einer Achse oder einer Achsgruppe auf die Fahrbahn übertragen wird (§ 34 StVZO). Die frühere Regelung von Eigengewicht, Nutzlast (Zuladung) und Gesamtgewicht wurde aufgegeben.

### Luftverkehr

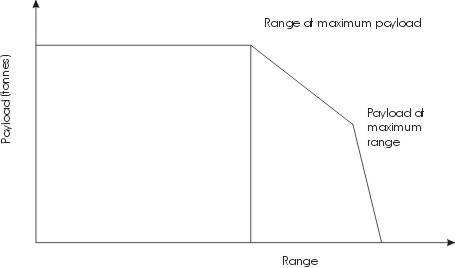
Schema des Nutzlast-Reichweiten-Diagramms

Im Luftverkehr setzt sich die Nutzlast aus dem Gewicht der Passagiere, ihrem Gepäck und der mitgeführten Luftfracht zusammen. Vorteil ist die kurze Flugzeit gerade bei Langstreckenflügen, wo Frachtflugzeuge Nutzlasten von 125 Tonnen und Fluggeschwindigkeiten zwischen 850 km/h und 1000 km/h erreichen können. Beim größten Frachtflugzeug der Welt, der Antonow An-225, waren 345 Tonnen maximale Zuladung, also Treibstoff und Fracht, möglich.
Als Nutzladefaktor wird das prozentuale Verhältnis von real genutztem, zu am Markt angebotenem Ladevermögen bezeichnet. Bei Bombern spricht man von „Bombenlast“.
Das besondere Verhältnis zwischen Nutzlast und Reichweite wird durch ein Nutzlast-Reichweiten-Diagramm dargestellt.

### Schiffsverkehr
Im Schiffsverkehr ist die Nutzlast die größte Last, die mit einem bordseitigen Ladegeschirr gehoben werden darf. Die größte Ladekapazität weisen Containerschiffe mit bis zu 140.000 Tonnen Fracht bei einer Geschwindigkeit von 45 km/h auf. Die Binnenschifffahrt übernimmt Lasten bis zu 3.000 Tonnen bei einer Geschwindigkeit von 20 km/h.
Die mitzuführende Nutzlast hängt vom Wasserstand ab, so dass bei Hoch- und Niedrigwasser weniger Nutzlast befördert werden kann.

### Raumfahrt
In der Raumfahrt bezeichnet die Nutzlastkapazität die Masse, die von einer Rakete bzw. einem Raumschiff (neben dem Treibstoff) transportiert werden kann. Im Zusammenhang mit Raumfahrt wird Nutzmasse mitunter synonym dafür verwendet.

#### Raketen
Für eine Rakete ist eine typische Nutzlast ein oder mehrere Satelliten. Eine Sekundärnutzlast ist eine weitere Zuladung, die zusätzlich zur Primärnutzlast mitgeführt wird, um die Transportmöglichkeiten bestmöglich auszunutzen, beispielsweise bei Huckepacksatelliten wie den Cubesats oder Testmodule, die auf Raketenstufen oder Nutzlastadaptern montiert werden, um neue Technologien zu testen.
Das Nutzlastverhältnis berechnet sich zu:
{\displaystyle \mu _{L}={\frac {m_{L}}{m_{0}}}},
mit
- {\displaystyle \mu _{L}} Nutzlastverhältnis,
- {\displaystyle m_{L}} Nutzlast,
- {\displaystyle m_{0}} Trägersystemmasse mit Treibstoff.

Manchmal beträgt die Nutzlast nur 2 % der Startmasse (siehe Trägerrakete).

#### Satelliten und Raumsonden
Bei Satelliten und Raumsonden bezieht sich der Begriff Nutzlastkapazität auf den Massenanteil, der die eigentlichen Aufgaben des Raumfahrzeugs wahrnimmt, beispielsweise Instrumente, Kameras, Elektronik, spezielle Kommunikationseinrichtungen oder Testmodule.
Nicht zur Nutzlast gehört der Satellitenbus oder die Versorgungseinheit, welche die Grundfunktionen wie Stromversorgung, Bordcomputer, Navigation, Lageregelung, Temperaturregelung, Treibstofftanks, Antrieb und Kommunikation bereitstellt. Häufig hat ein solches System zwei verschiedene Kommunikationseinrichtungen in verschiedenen Frequenzen, ein System für die Steuerung des Satellitenbusses oder der Versorgungseinheit, ein weiteres für die Übermittlung der Daten der Nutzlast.
Technologietests von Teilen, die typische Bestandteile von Satellitenbussen sind, werden als redundante Technologien zusätzlich in den Satellitenbus eingebaut. Das Raumfahrzeug hat dann beispielsweise zusätzliche Elektronikmodule, einen weiteren Satz von Triebwerken, ein Teil der Solarpaneele wird mit neuen Solarzellen bestückt, oder ein zusätzlicher Computer dient zum Testen von Software und Computerchips etc., die dann für den Betrieb des Raumfahrzeugs nicht notwendig und somit ebenfalls Teil der Nutzlast sind.
Bei bemannten Missionen sind die Lebenserhaltungssysteme, Sauerstoffvorräte, Wasser, Nahrungsmittel etc., aber auch die Astronauten selbst ein Teil der Nutzlast.

## Wirtschaftliche Aspekte
In der technischen Fachsprache wird „das zu transportierende Gewicht“ als Nutzlast bezeichnet. Im kommerziellen Bereich bezeichnet sie den Teil, der sich vermarkten lässt, etwa als Frachtraten nach Gewicht oder Volumen.
Im Idealfall soll vor allem die Nutzlast transportiert werden und möglichst wenig sonstiges Gewicht. Denn die Nutzlast wirkt sich auf die Reichweite und den Energieverbrauch der Transportmittel aus. Je höher die Nutzlast, umso geringer ist die Reichweite und umso höher der Energieverbrauch und umgekehrt. Deshalb wird im kommerziellen Transportwesen (Güterverkehr mit Frachtflugzeugen, Frachtschiffen, Güterzügen oder Speditionen) versucht, die maximale Ladekapazität auszunutzen und Leerfahrten, Leerflüge oder Leerzüge nach Möglichkeit wegen der entstehenden Leerkosten zu vermeiden. Tiefkühlkost erreicht beispielsweise einen großen Anteil der Lebensmitteltransporte und senkt die Reichweite und Nutzlast wegen der Kühlaggregate. Je höher der Auslastungsgrad bei Transporten ist, umso mehr Leerkosten werden in Nutzkosten verwandelt. Die Nutzkosten erreichen ihr Optimum, wenn die zulässige Nutzlast vollständig ausgenutzt ist. Wird die maximal zulässige Nutzlast überschritten, dann liegt eine Überladung des Transportmittels vor. Dadurch ist die vorgesehene Funktionstüchtigkeit bzw. Verkehrssicherheit nicht mehr gewährleistet, und es entsteht ein Transportrisiko mit erhöhter Abnutzung und Unfallgefahr.
Auch im Hinblick auf die Nutzlast stehen die Transportmittel und Verkehrsunternehmen auf dem Verkehrsmarkt zueinander in Substitutionskonkurrenz. Ein Nachfrager kann entscheiden, mit welchem Verkehrsmittel oder welchen Verkehrsmitteln (Eisenbahn, Flugzeug, Lastkraftwagen oder Schiff) er sein Transportgut befördern lässt.
Entscheidungsparameter sind vor allem die Transportkosten, die Fahrtzeit/Flugzeit die Pünktlichkeit und die vorhandene Verkehrsinfrastruktur (z. B. Verkehrswege, Umschlagbahnhöfe, Häfen, Flughäfen).